# Omogajewo
Omogajewo (ros. Омогаево) – wieś w Rosji, w rejonie wołogodzkim obwodu wołogodzkiego. W 2010 r. liczyła 7 mieszkańców.